# 신지문자
신지문자(神誌文字) 또는 신지비사문(神誌秘詞文)은 단군조선 시대에 사용된 것으로 추정되는 고대 한국문자이다.

## 개요
신경준(申景濬:1712년~1780년)은 자신의 한글연구서인 훈민정음운해(訓民正音韻解)서문에서 옛 우리글자의 존재를 주장했다. 한글학자인 김윤경도 저서인 《국어학사》(1963년)에서 기타 8종류의 고대 한국문자와 신지비사문을 언급한 바 있고. 연변에서는 연변지(延邊誌)에서 신지문자에 대한 기사가 올라간 적이 있는데 80개 정도가 있다고 하면서 그 중에 16개자를 소개했었다. 북한에서는 훈민정음 해례 서문에서 한글을 옛전자를 모방했다는 구절을 들어 신지문자를 바탕으로 한글이 만들어졌다고 주장하고 있다.

## 실체
언제 만들어져 사용되고 소멸되었는지는 불분명하지만 실제로 고대 고조선 지역에서 문자로 여겨지는 문양들이 확인되고 있다. 이를 고대 갑골문과 연계지어 연구하려던 시도가 있었지만 성과는 없었다고 한다. 연변지에 의하면 대략 80여개라고 하는데 한자와 같은 표의문자라고 하기에는 그 수가 턱없이 부족하고 표음문자라도 음소 문자라기에는 양이 너무 많다. 그래서 아마도 음절 문자일 거라는 견해도 있다. 혹은 당초에 표의 문자였다가 표음 문자로 점차 정비되어 수가 줄었을지도 모른다. 단 표음문자로 만들어졌다 하더라도 여러가지로 사용에 취약한 면들이 있었을 것으로 그런 이유에 선진문물 수입의 편의성 등으로 한자가 도입되자 그 사용으로 전환되어 소멸한 듯하다.

## 환단고기와 단기고사에 수록된 문자들
역사학계에서 위서로 판단되는 《환단고기》와 《단기고사》에 신지문자와 함께 여러 문자에 대한 언급이 있다.

### 신지문자와 녹도문자
《환단고기》에는 〈삼성기〉에서부터 도처에서 단군왕검대에 신지에게 명해 녹도문자를 기초로 만들어졌다고 기술되어 있다. 녹도문자는 신시시대에 환웅의 신하인 신지 혁덕(赫德)이 업무의 편의를 위해 사슴 발자국을 보고 만들었다고 한다. 신지문자도 북한쪽 학계에서 겨우 그 존재만 확인된 정도로 창제 시기도 고고학적으로는 정확하게 규명된 바가 없는데 재야사학쪽에서는 신지문자가 한자의 기원이라고 주장하지만 한자와의 관계는 알 수 없다.

### 가림토와 신대문자
《환단고기》에서 가림토에 대한 내용은 〈단군세기〉와 〈태백일사〉소도경전본훈에서 그 문자가 수록되어 있는데 일각에서는 이암의 《단군세기》 원본에 누군가가 가필한 것일 거라고 한다. 위에서 38자의 문자를 확인할 수 있는데 가림토 자체가 여러 면에서 그 실재 여부를 의심케 한다.
- 고대 단군조선시대 언어를 표기하기에는 음절문자로서는 글자수가 턱없이 부족하고 대체적인 주장대로 표음문자라고 하기에는 그 수가 불필요하게 많다는 점이다. 고대한국어의 경우 향찰 등의 연구를 통해 음소를 재구하자면 현재의 한국어보다 음소도 적고 음절도 훨씬 단순한 탓에[3] 가림토나 한글과 같은 문자는 오히려 불필요했다는 점이다.[4]

- 문자의 진화사를 검토해도 가림토의 존재 자체가 애초에 불가능하다는 점이다. 가림토가 만들어졌다는 BC2100년 경은 대부분 상형문자가 사용되었던 시기로 인근의 한자의 기원인 갑골문도 최고 사용 확인 시기가 BC 14세기 경인데 그보다 훨씬 이른 시기에 한글형의 최첨단 문자가 만들어졌다는 것이다. 고대에 이런 최첨단의 문자가 만들어졌다면 심지어 화북에서도 갑골문자가 사용될 이유가 없었을 것이다.

- 무엇보다 신지문자와는 달리 가림토는 실제로 사용되었다는 그 어떤 유물도 발견된 바가 없다. 만주나 중앙아시아에서 가림토 비석이 발견되었다는 보도가 있었으나 실제로는 만주문자나 고대 투르크문자의 유물이었다.

- 한편 《단기고사》에서는 가림토를 국문정음(國文正音)으로 소개하고 있다.

한편 일본에서는 고대 일본에서 사용되었다는 신대 문자가 주장되고 있고 그 신대문자도 위의 가림토와 같거나 유사한 이유로 후세의 위작이라는 점은 확인된 바 있다. 일각에서 가림토에서 신대문자를 거쳐 지금의 한글이 만들어졌다는 주장이 있다. 하지만 전혀 확인된 바 없다.

## 참고 문헌
- 부산대학교 출판부-조두상(1998) 문자학

## 같이 보기
- 한글과 비슷한 문자
- 신대 문자
- 녹도 문자
- 가림토